# Budynek przy ulicy Bankowej 5 w Katowicach
Budynek przy ulicy Bankowej 5 w Katowicach – zabytkowy budynek banku, a od 2006 roku budynek naukowo-dydaktyczny Uniwersytetu Śląskiego w Katowicach, położony przy ulicy Bankowej 5 w Katowicach, na terenie dzielnicy Śródmieście. 
Został on wybudowany dla Reichsbanku w 1911 roku, a powstał on w stylu neoklasycystycznym według projektu Juliusa Habichta. 

## Historia

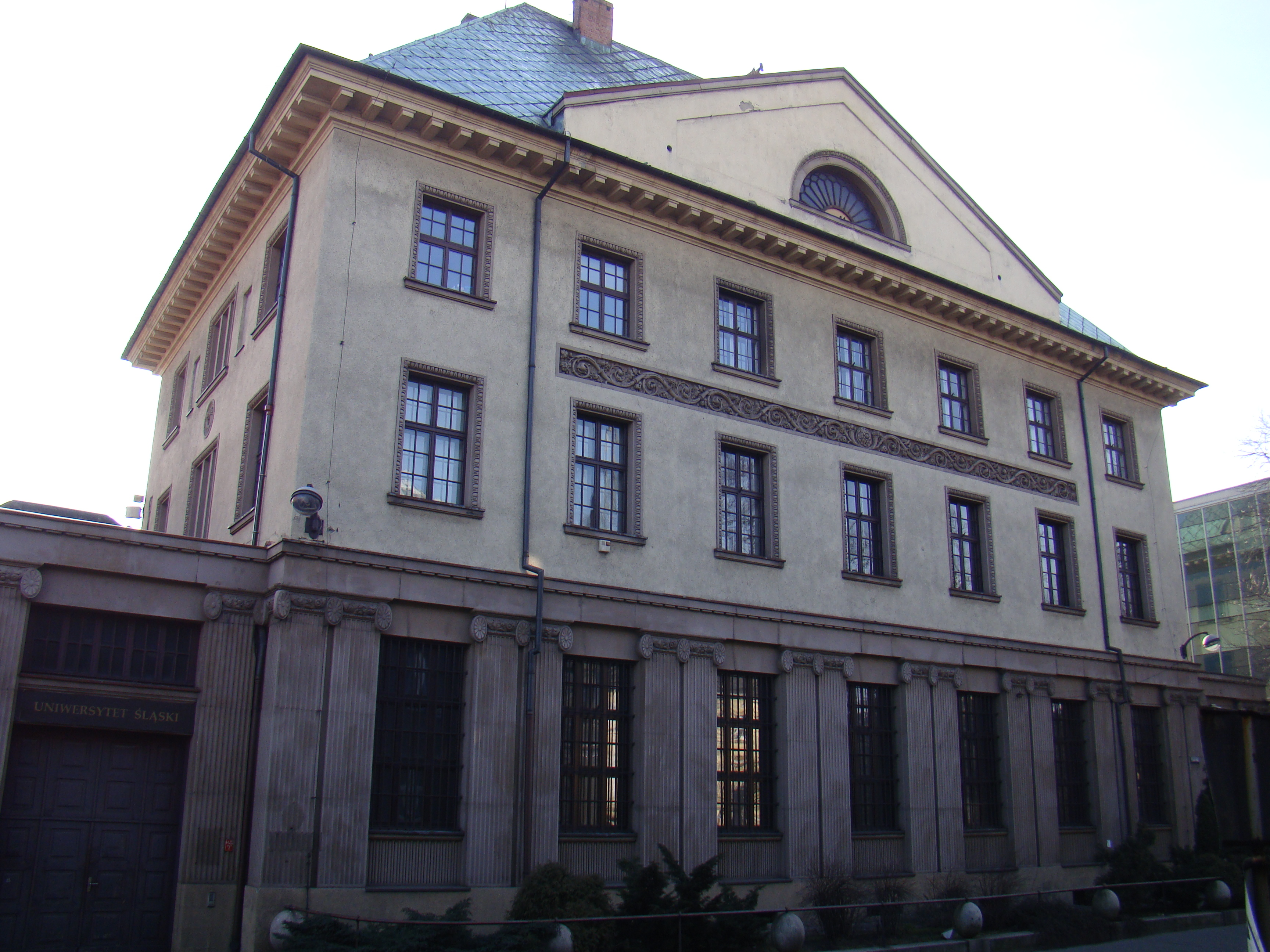
Gmach w marcu 2014 roku

Gmach powstał w 1911 roku jako placówka Reichsbanku. Został on zaprojektowany przez niemieckiego architekta Juliusa Habichta, który był autorem wielu tego typu placówek na terenie Niemiec. Projekt został opracowany w grudniu 1910 roku w Berlinie.
Od 1924 roku gmach był siedzibą Banku Polskiego – później katowickiego oddziału Narodowego Banku Polskiego.
W latach 1923–1924 został on rozbudowany przez katowickiego budowniczego Henryka Gambca. Dobudowano wówczas od tyłu dwa skrzydła. Rok później do oficyny dobudowano garaże, a w 1938 roku Wytwórnia Sygnałów i Urządzeń Kolejowych w Krakowie zamontowała w budynku dźwig towarowy. W 1939 roku partię wschodnią oficyny nadbudowano o jedną kondygnację, a także dobudowano klatkę schodową według projektu Kazimierza Michalskiego.
W 1948 roku mieszkania w oficynie zamieniono na pomieszczenia biurowe według projektu Tadeusza Łobosia. W 1969 roku odnowiono sztukaterię, a w latach 80. XX wieku gmach został w całości wyremontowany – założono wówczas nowy tynk, zmieniając jednocześnie kolorystykę obiektu.
30 sierpnia 1991 roku i ponownie 20 września 2021 roku budynek wraz z jego terenem został wpisany do rejestru zabytków nieruchomych.
W sąsiedztwie budynku oddziału Narodowego Banku Polskiego, w miejscu nieistniejącej willi Grundmana 5 sierpnia 2003 roku położono uroczyście kamień węgielny pod nową siedzibę katowickiego oddziału Narodowego Banku Polskiego. Został on uroczyście otwarty 12 kwietnia 2006 roku, a dotychczasową siedzibę jeszcze w tym samym roku przejął Uniwersytet Śląski w Katowicach.
23 stycznia 2020 roku rektor Uniwersytetu Śląskiego prof. Andrzej Kowalczyk i marszałek województwa śląskiego Jakub Chełstowski podpisali umowę unijnej dotacji na przekształcenie gmachu w centrum kreatywności i coworkingu spinPLACE. Przebudowa budynku trwała do września 2022 roku, a w ramach tych prac odnowiono zarówno elewację zewnętrzną, jak i wnętrza budynku. Uroczystość oficjalnego otwarcia centrum kreatywności i coworkingu spinPLACE odbyła się 27 lutego 2024 roku.

## Charakterystyka

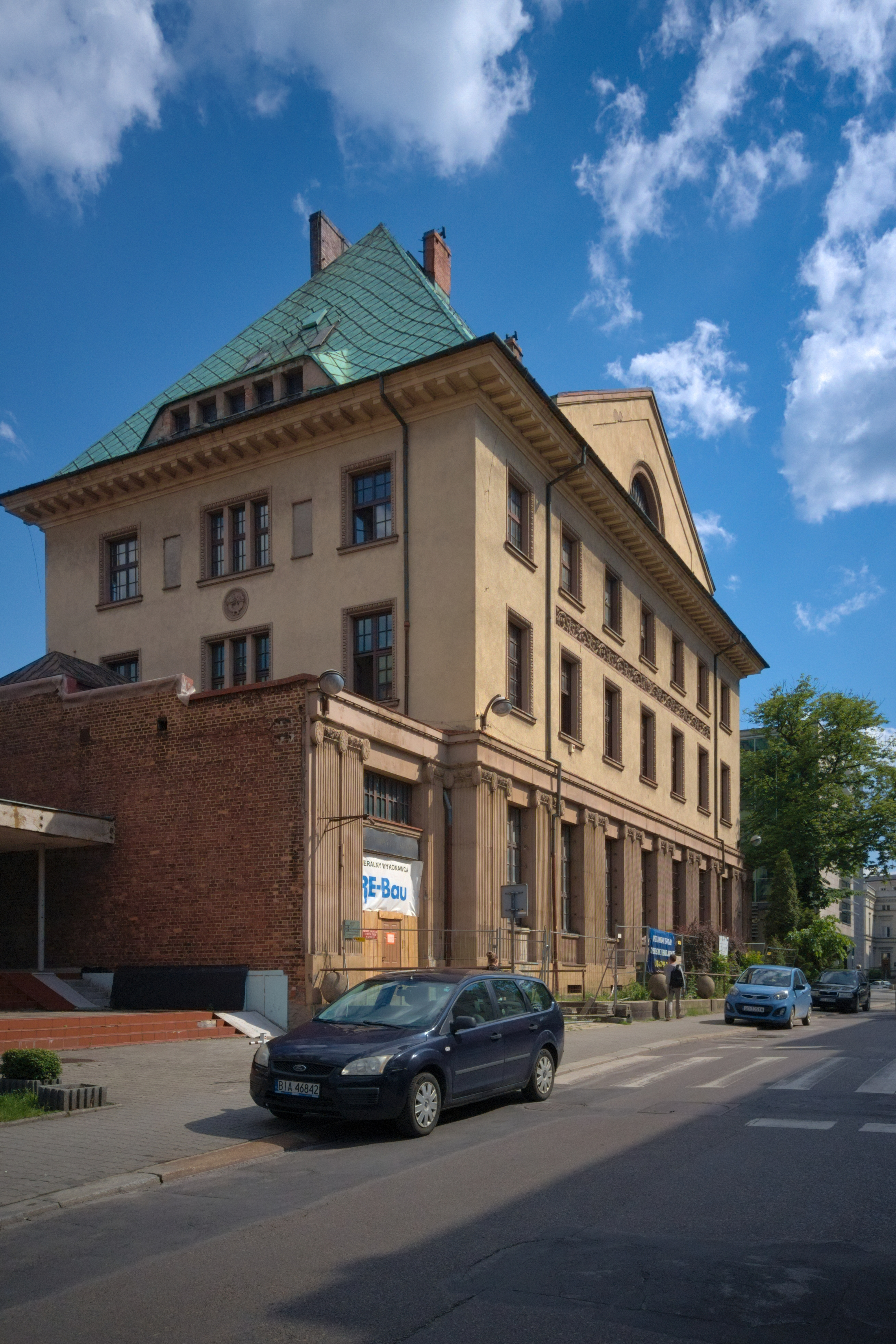
Gmach od strony północnej (2022)

Budynek banku położony jest przy ulicy Bankowej 5 w Katowicach, na obszarze dzielnicy Śródmieście. Usytuowany jest on w centrum miasta, naprzeciwko kościoła ewangelickiego. Stanowi on siedzibę centrum kreatywności i coworkingu Uniwersytetu Śląskiego w Katowicach – spinPLACE.
Jest to budynek murowany z cegły, tynkowany i zwieńczony czterospadowym, bardzo wysokim dachem z trójkątnym szczytem, pokryty miedzianą blachą. Gmach wraz z oficynami wybudowany jest na rzucie litery U, z wewnętrznym dziedzińcem – główny budynek jest wzniesiony na planie prostokąta, a oficyny na planie litery „L”. Powierzchnia zabudowy głównego budynku wynosi 542 m². Liczy on 4 kondygnacje nadziemne i 1 podziemną.
Gmach architektonicznie prezentuje cechy stylu neoklasycystycznego (bądź neorenesansu klasycyzującego). Reprezentacyjna fasada gmachu jest siedmioosiowa. W jej przyziemiu znajduje się cokół, natomiast na parterze podzielona jest parami pilastrów pomiędzy którymi znajdują się wysokie okna. Okna w drugiej i trzeciej kondygnacji objęte są w proste opaski w postaci wolich oczek. Powyżej, między drugą a trzecią kondygnacją znajduje się poziomy pas wypełniony ornamentem roślinnym. Fasadę wieńczy gzyms koronujący z dekoracją o motywach antycznych, perełek i wolich oczek.
Elewacja tylna jest dziewięcioosiowa. W przyziemiu znajduje się cokół, a na dwóch skrajnych osiach pseudoryzality. Okna dwóch dolnych kondygnacji pseudoryzalitów objęte są w pilastry. Na osi środkowej pod oknami górnej kondygnacji znajdują się balkony. Okna są objęte prostymi opaskami, a elewację wieńczy gzyms analogiczny jak na fasadzie. Elewacja południowa jest trzyosiowa i znajduje się na niej płycina z motywem rogu obfitości, a północna przysłonięta jest częściowo przylegającą do niej oficyną.
Na parterze pierwotnie gmach mieścił dużą salę operacji bankowych, a na wyższych kondygnacjach mieściły się mieszkania dla dyrektora banku oraz dla urzędników. Z tylu znajdował się duży ogród.
Gmach wpisany jest do rejestru zabytków nieruchomych pod nr. A/1431/91 i A/871/2021 – ochroną objęty jest budynek oraz teren w jego obrębie. Ponadto jest on wpisany do gminnej ewidencji zabytków miasta Katowice.